# DIMAGA
Дми́трий Филипчу́к (укр. Дмитро Філіпчук, род. 3 июня 1989, Черновцы, Украинская ССР), более известный под своим никнеймом DIMAGA, — украинский профессиональный игрок в StarCraft II, играющий за расу зергов. Чемпион Украины по StarCraft: Brood War 2008 года по версии World Cyber Games, а также победитель европейского турнира ASUS ROG Summer 2011 по StarCraft II. По состоянию на 2021 год, за свою карьеру DIMAGA заработал около 70 000 долларов призовых.

## Биография

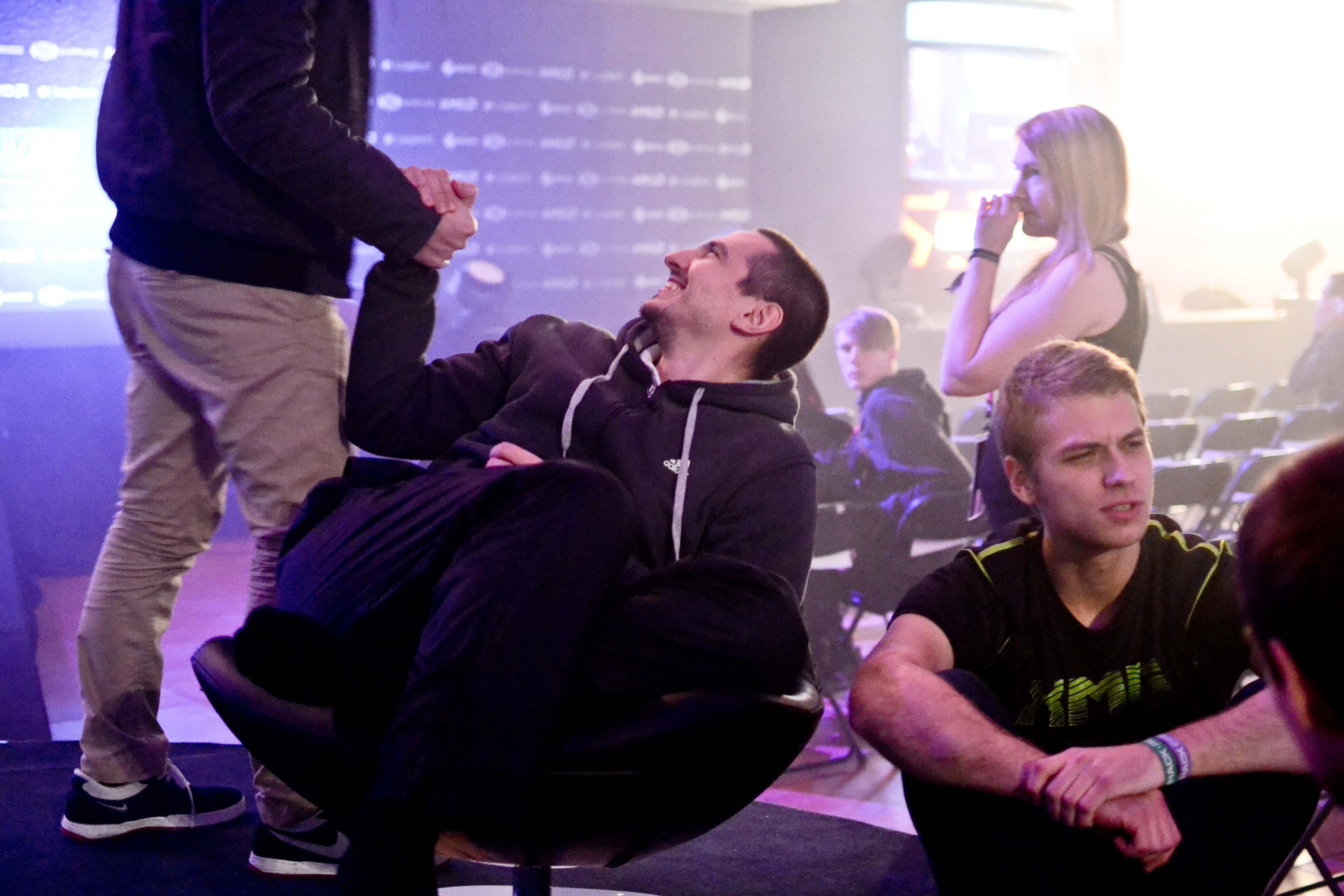
DIMAGA на Dreamhack Winter 2012

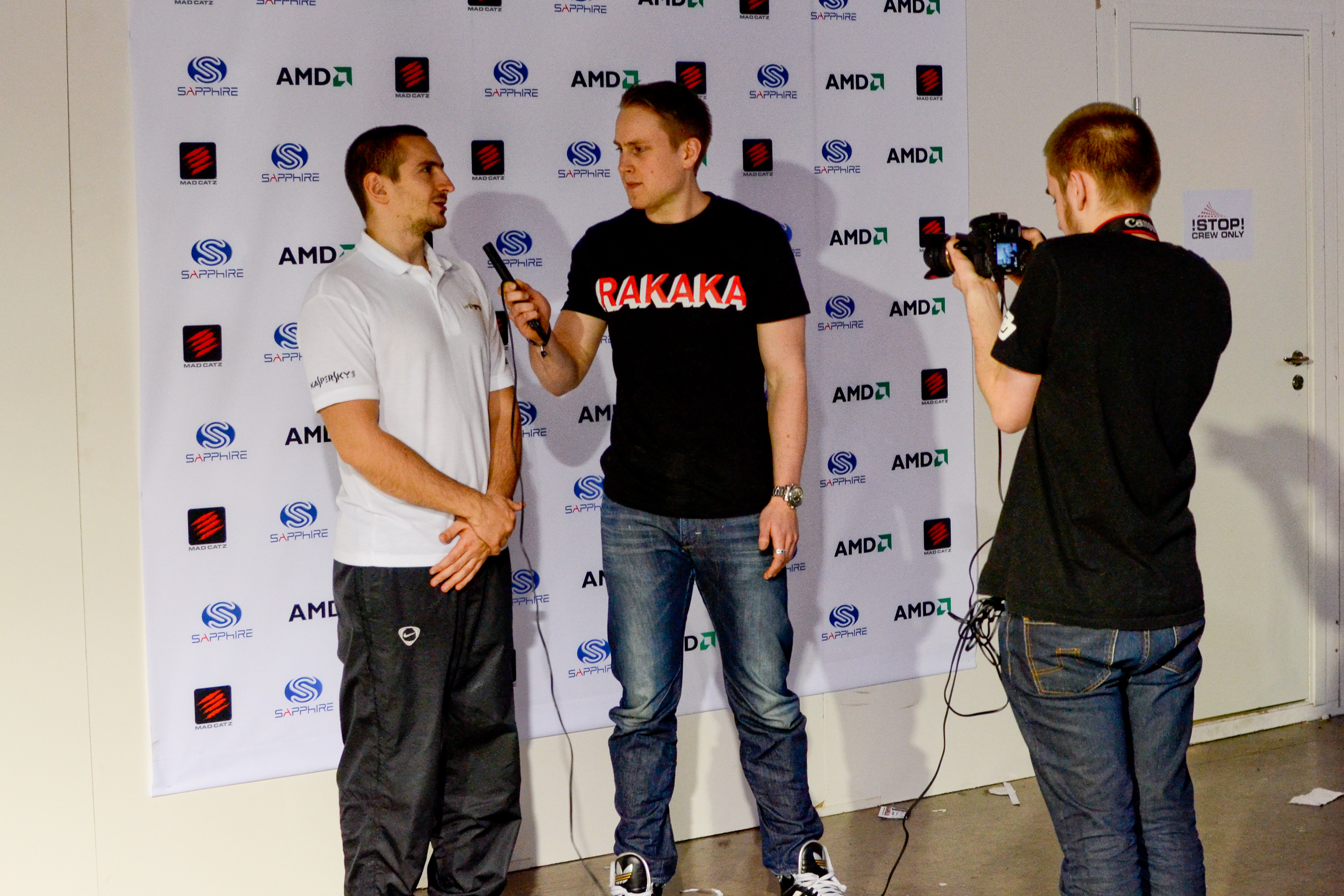
DIMAGA даёт интервью шведскому изданию Rakaka на Dreamhack Winter 2012

Дмитрий Филипчук начал свою киберспортивную карьеру в середине 2000-х годов в дисциплине StarCraft: Brood War, в которой со временем стал одним из лучших украинских игроков. Наряду с Алексеем «White-Ra» Крупником и Евгением «Strelok» Опарышевым он часто попадал в финалы украинских отборочных World Cyber Games, хотя чемпионом Украины он становился всего единожды, в 2008 году, а на финальном этапе чемпионата World Cyber Games ни разу не попадал в призёры.
С первых дней бета-версии StarCraft II DIMAGA сосредоточился на тренировках в новой дисциплине. По его словам, он удалил с компьютера все остальные игры, убрал из своей жизни всё, что могло помешать ему концентрироваться на тренировках, и полностью сконцентрировался на новой игре. Благодаря этому он стал одним из сильнейших некорейских игроков в StarCraft II.
В 2011 году DIMAGA вошёл в сборную мира на чемпионате GSL World Championship 2011, на котором корейские киберспортсмены соревновались с лучшими игроками остального мира. В рамках этого турнира он обыграл одного из сильнейших корейских игроков того времени, Лим «NesTea» Джэ Дока, что стало первым за карьеру поражением NesTea в зеркальном матчапе (зерг против зерга). В том же году он одержал победу на СНГ-турнире ASUS Cup Spring 2011, обыграв на пути к финалу Алексея «White-Ra» Крупника, а в финале — Дмитрия «Happy» Костина. Позднее он стал чемпионом европейского турнира ASUS ROG Summer 2011, одержав в финале победу над Гжегожем «MaNa» Коминчем.
В 2012 году DIMAGA вновь встретился с MaNa в финале крупного турнира — DreamHack EIZO Open: Summer, — однако проиграл матч, заняв второе место. В том же году он также занял второе место на IEM Season VI — Global Challenge Kiev, проиграв в финале Мун «MMA» Сон Вону. К 2013 году карьера Дмитрия пошла на спад, однако после выпуска StarCraft II: Heart of the Swarm ему удалось вновь набрать хорошую форму. В первом сезоне WCS 2013 года DIMAGA дошёл до полуфинала, одержав в четвертьфинале победу над Happy, но проиграв в полуфинале Чон «Mvp» Джон Хёну.
После выпуска Heroes of the Storm DIMAGA решил взять перерыв от StarCraft II и начал много играть в новую игру — сначала для развлечения, но со временем подойдя к игре более серьёзно. Однако, после многочисленных проблем с командами, он решил завязать с HotS, и с выходом дополнения Legacy of the Void вернулся в StarCraft II. По его словам, его уровень игры был недостаточным для конкуренции на топ-чемпионатах, потому он решил сосредоточиться на стримах.
DIMAGA также участвует в комментировании турниров. Он, в частности, был одним из официальных русскоязычных комментаторов чемпионата 2019 WCS Summer, проводимого в Киеве, а также был приглашён в англоязычную студию освещения немецкого турнира HomeStory Cup XX.

## Личная жизнь
Женился 11 августа 2012 года. 17 мая 2017 года он стал отцом двух мальчиков.

## Достижения
StarCraft:
- WCG Ukraine 2008 (1 место)[2]

StarCraft II:
- IEM Season V — Global Challenge Cologne (3 место)
- BlizzCon 2010 StarCraft II Invitational (4 место)[2]
- ASUS ROG Summer 2011 (1 место)[2]
- IEM Season VI — Global Challenge Kiev (2 место)[2]
- DreamHack EIZO Open: Summer (2 место)[2]
- 2013 WCS Season 1 Europe: Premier League (3—4 место)[2]